# 木村庄太郎 (13代)
木村庄太郎（13代）（きむら しょうたろう、1885年2月20日 - ? ）は、大相撲の元三役格行司。三役格としての在位期間は1941年1月～1959年11月。本名、森山喜多雄。

## 人物
横浜の呉服商に生まれ、長野県に移った。荒磯部屋から春日野部屋に所属した。26代式守伊之助や27代式守伊之助、29代式守伊之助の師匠格であった。当時としては遅い16歳ほど初土俵を踏んだ。当初は木村喜太郎として、1903年5月番付行司欄に掲載されている。1913年春場所8日目に青白房（十両格）に昇格。1915年春場所に喜多雄に改名、1919年春場所木村善之輔を襲名、1920年春場所幕内格にした。1941年春場所三役格に昇進し、1947年6月には13代木村庄太郎を襲名。立行司への昇進は叶わず、定年制実施により、1959年11月場所限りで74歳で定年退職。なお、これは行司として最高齢であり現行の定年制が継続する限りこの記録は破られないものである。
在職中より大阪で料亭と相撲茶屋を経営していたが、晩年の消息は不明。

## 略歴
- 1903年夏場所 番付に木村喜太郎で掲載。
- 1913年春場所 8日目より十両格に昇格。（番付では1913年夏場所）
- 1920年春場所 幕内格に昇格。
- 1941年春場所 三役格に昇格。
- 1959年11月場所限り定年退職。

## その他
- 温厚で面倒見よく行司監督を務めていた。
- 春日野部屋の行司として26代式守伊之助や27代式守伊之助、29代式守伊之助の指導をした。